# Karamanliderna
Karamanliderna var en sunnimuslimsk dynasti som regerade Osmanska Libyen, mellan 1711 och 1832. 
De grundades av en janitsjar som mördade den osmanska guvernören i Libyen 1711 och sedan tvingade osmanerna att erkänna dem som ärftliga guvernörer i praktiken regerade Libyen som självständig dynasti. 